# Olympische Jugend-Sommerspiele 2014/Teilnehmer (Swasiland)
| Gelbes Symbol für Goldmedaillen mit stilisierten Olympischen Ringen | Graues Symbol für Silbermedaillen mit stilisierten Olympischen Ringen | Braundes Symbol für Bronzemedaillen mit stilisierten Olympischen Ringen |
| ------------------------------------------------------------------- | --------------------------------------------------------------------- | ----------------------------------------------------------------------- |
| —                                                                   | —                                                                     | —                                                                       |

Die Jugend-Olympiamannschaft aus Swasiland (Eswatini) für die II. Olympischen Jugend-Sommerspiele vom 16. bis 28. August 2014 in Nanjing (Volksrepublik China) bestand aus vier Athleten.

## Athleten nach Sportarten

### Golf
| Mädchen - Nosomilo Kgomo Einzel: DNS | Jungen - James Pennington Einzel: 30. Platz |

### Schwimmen
Jungen
- Gabriel Richter
50 m Freistil: 39. Platz

### Taekwondo
Mädchen
- Carlota Munave
Klasse über 63 kg: 5. Platz